# Yigal Amir
Yigal Amir, יגאל עמיר, född 23 maj 1970 i Herzliya, är en högerextrem[källa behövs] israel som den 4 november 1995 sköt ihjäl den israeliske premiärministern Yitzhak Rabin. Amir dömdes till livstids fängelse för dådet samt åtta år till för att ha konspirerat att begå mordet tillsammans med sin bror Hagai Amir. Yigal Amir avtjänar för närvarande sitt straff i Ayalon-fängelset i Israel.
Amir har aldrig uttryckt ånger för det brott han har begått, och fasthållit att Rabins undanröjande - död eller såpass handikappad att han tvingats avgå - var nödvändigt för att undvika ett för Israel förnedrande fredsavtal där landet skulle ha gett upp territorier till en möjlig arabisk stat. Särskilt negativ uppmärksamhet har Amirs giftermål, avlande av barn samt omskärelse av sin son, vilket ägde rum på högsäkerhetsavdelningen där han är inspärrad, fått. Mordet utlöste landssorg på bred front, samt ett nyval vunnet av Likuds Benjamin Netanyahu, medan mer extrema krafter uttryckt sympati för gärningen, om än inte nödvändigtvis metoden.